# Suzi B. Jamnik
Suzi B. Jamnik je serija v slovenščino prevedenih otroških knjig ameriške pisateljice Barbare Park, ki se v originalu imenuje Junie B. Jones. Prevedla jih je Amanda Mlakar.
Glavna junakinja je zgovorna šolarka, ki rada uporablja neprimerne izraze.

### Slovenski prevodi
- Suzi B. Jamnik in majhna opica. Ljubljana : Lepa beseda, 2011 (COBISS)
- Suzi B. Jamnik in njen dolgi jezik. Ljubljana : Lepa beseda, 2011 (COBISS)
- Suzi B. Jamnik in trapasti smrdljivi avtobus. Ljubljana : Lepa beseda, 2010 (COBISS)

## Vir
- Suzi B. Jamnik in njen dolgi jezik. 25. marec 2019. otroski.rtvslo.si